# Đại Túc
Đại Túc (chữ Hán giản thể:大足区, Hán Việt: Đại Túc khu) là một khu thuộc thành phố trực thuộc trung ương Trùng Khánh, Cộng hòa Nhân dân Trung Hoa. Tháng 10 năm 2011, quận Song Kiều sáp nhập với huyện Đại Túc để tạo thành quận Đại Túc mới. Huyện Đại Túc trước kia có diện tích 1390 km², dân số năm 2006 là 930.000 người. Mã số bưu chính: 402360. Huyện này nằm cách trung tâm Trùng Khánh 80 km, cách Thành Đô 256 km. Về mặt hành chính, huyện này được chia ra thành 2 nhai đạo biện sự xứ, 21 trấn, 9 hương. Huyện này có Tượng khắc đá Đại Túc là di sản văn hóa thế giới.